# Norrköping-Klasse
Die Norrköping-Klasse war eine Schnellbootklasse der schwedischen Marine.

## Geschichte
Zwischen 1971 und 1974 wurden zwölf Einheiten von Karlskronavarvet in Karlskrona gebaut. Da die Boote auf den Erfahrungen, die mit der Spica-Klasse gemacht wurden, aufbauten, wurden sie auch Spica II genannt. Benannt wurden die Boote nach schwedischen Städten.

## Antrieb
Die Boote der Norrköping-Klasse waren mit drei Rolls-Royce-Proteus-Gasturbinen ausgerüstet, die auf drei Schrauben wirkten. Auf Grund technischer Probleme waren selten alle drei Turbinen gleichzeitig im Betrieb, so dass die tatsächliche Höchstgeschwindigkeit auf 40 kn begrenzt war.

## Bewaffnung

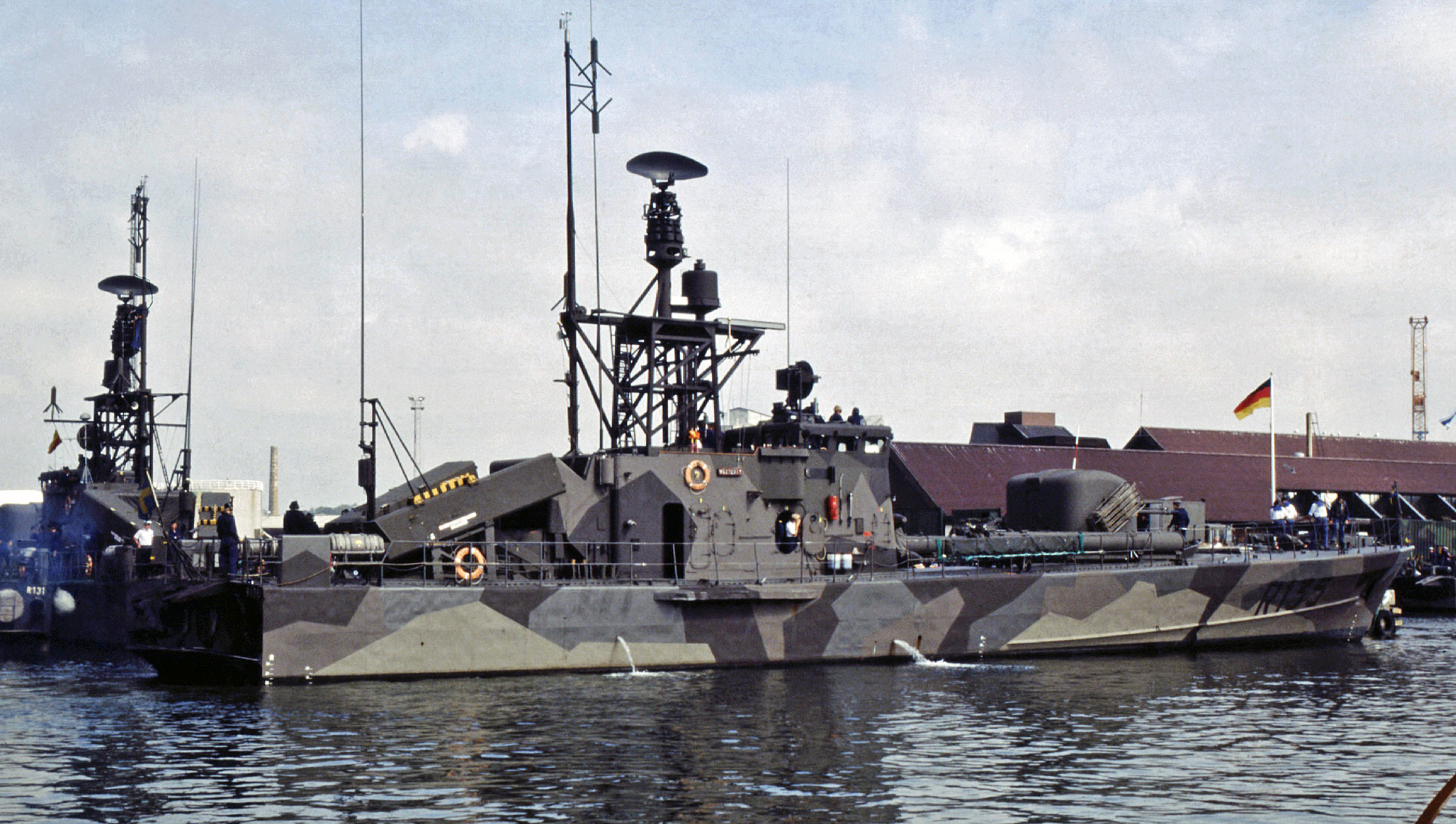
Västerås 1985 in Varberg

Anfänglich als reiner Torpedoträger entwickelt, wurde – der internationalen Entwicklung im Kriegsschiffbau folgend – geprüft, ob sich die Boote als Träger von Lenkflugkörpern eignen. HMS Piteå diente als Versuchsträger. Nach dem Abschluss der Versuche wurden die Boote ab 1981 mit dem Lenkflugkörpersystem RBS 15 als Hauptbewaffnung ausgerüstet. Damit änderte sich auch der Buchstabe der Kennung von T (Torpedbåt) zu R (Robotbåt). Die Boote waren nun Flugkörperschnellboote.
Die Boote waren mit einem 57 × 438 mm-Geschütz Bofors 7101 mit einer effektiven Reichweite von 8500 m ausgerüstet. Das Geschütz konnte gegen See-, Luft- und Landziele eingesetzt werden.

## Umbau zurYstad-Klasse
Zwischen 1996 und 2000 erhielten sechs Boote ein neues Gefechtsführungssystem. Nach dem ersten umgerüsteten Boot, der HMS Ystad (R142) werden diese Boote Ystad-Klasse genannt.
Durch die Umbaumaßnahmen sollte die Lebenszeit der Boote bis zur vollständigen operationellen Verfügbarkeit der Visby-Klasse 2010 verlängert werden. Aus finanziellen Gründen wurden die Boote früher als geplant außer Dienst gestellt. Die letzten beiden Boote, HMS Norrköping und HMS Ystad, holten am 1. September 2005 letztmals ihre Flagge nieder.

## Einheiten
HMS Norrköping (T131/R131)
HMS Nynäshamn (T132/R132)
HMS Norrtälje (T133/R133)
HMS Varberg (T134/R134)
HMS Västerås (T135/R135)
HMS Västervik (T136/R136)
HMS Umeå (T137/R137)
HMS Piteå (T138/R138)
HMS Luleå (T139/R139)
HMS Halmstad (T140/R140)
HMS Strömstad (T141/R141)
HMS Ystad (T142/R142)